# Высоцкая, Евгения Петровна
Евге́ния Петро́вна Высо́цкая (род. 11 декабря 1975, Воинка, Крымская область) — украинская шоссейная велогонщица, выступающая на профессиональном уровне с 2010 года. Многократная чемпионка Украины по шоссейному велоспорту, участница летних Олимпийских игр в Пекине и женских веломногодневок «Джиро д’Италия».

## Биография
Евгения Высоцкая родилась 11 декабря 1975 года в селе Воинка Красноперекопского района Крымской области Украинской ССР. Проходила подготовку в крымской секции велоспорта, впоследствии переехала на постоянное жительство в Одессу.
Впервые заявила о себе в 1997 году, одержав победу на чемпионате Украины по шоссейному велоспорту в групповой гонке.
В 2008 году вернулась в число лучших украинских велогонщиц и благодаря череде удачных выступлений удостоилась права защищать честь страны на летних Олимпийских играх 2008 года в Пекине — стартовала здесь в женской групповой гонке и в конечном счёте пришла к финишу 22-й.
На шоссейном чемпионате Украины 2009 года была лучшей в обеих женских дисциплинах: групповой гонке и гонке с раздельным стартом.
В 2010 году присоединилась к итальянской профессиональной команде Valdarno, в её составе принимала участие в женской супермногодневке «Джиро д’Италия» — на нескольких этапах была близка к призовым позициям, а в генеральной классификации расположилась на шестой строке.
В период 2011—2012 годов состояла в российском клубе PCW, участвовала среди прочего в «Туре Адыгеи» и «Туре Чехии».
В 2013—2014 годах представляла итальянскую команду SC Michela Fanini Rox, вновь выступила на «Джиро д’Италия», где на сей раз стала девятой.
Впоследствии представляла такие команды как Servetto Footon, Hagens Berman-Supermint, Conceria Zabri-Fanini-Guerciotti. В 2016 и 2017 годах неизменно выигрывала чемпионаты Украины в групповых и раздельных гонках, став таким образом семикратной чемпионкой страны по велоспорту на шоссе (является самой титулованной украинской велогонщицей по количеству выигранных национальных первенств). В качестве резервной гонщицы отправилась на Олимпийские игры в Рио-де-Жанейро, однако выйти здесь на старт ей так и не довелось.
В 2018 году вернулась в SC Michela Fanini Rox, отметилась победой в традиционной гонке Race Horizon Park Maidan в Киеве.